# Nenad Kovačević
Pour les articles homonymes, voir Kovačević.
Nenad Kovačević (en serbe en écriture cyrillique : Ненад Ковачевић), né le 11 novembre 1980 à Kraljevo, est un footballeur international serbe. Il évoluait au poste de milieu de terrain.

## Carrière

### En club

#### La découverte de l'Europe à Belgrade
Après être passé dans les équipes de jeunes de réserves de plusieurs clubs (FK Sloga Kraljevo D3 - Jedinstvo Ub D2 - Étoile rouge de Belgrade - Big Bull Bačinci - Borac Čačak - Budućnost Banatski Dvor), Nenad Kovačević se pose en 2002 à l'Étoile rouge de Belgrade, club principal du pays. Le 15 août 2002, il dispute son premier match européen, lors de la Coupe UEFA 2002-2003. Son équipe s'impose 2-0 face au FC Kairat Almaty, club kazakh.
Au fil des saisons, le joueur s'impose en tant que titulaire, puis devient le capitaine de l'équipe. Le 26 juillet 2006, il dispute son premier match de Ligue des champions à Cork (courte victoire 1-0).
Pour le compte de son premier club professionnel, ''Kova'' inscrit un petit but en 108 matchs.

#### La révélation à Lens
Le 30 août, il signe pour quatre ans au RC Lens, pensionnaire de Ligue 1, peu de temps après Milan Biševac, son partenaire à Belgrade, pour remplacer Alou Diarra. Tout de suite intégré, il prend la place de titulaire, et impressionne par sa détermination et son impact physique sur le jeu sang et or, aux côtés de Seydou Keita.
Après deux saisons passées en France, Kovačević est pisté par de nombreux clubs français et européens, à la suite de la descente de son club en seconde division. Après de nombreuses tractations, le Serbe reste au club, et reprend l'entraînement. Un mois après la reprise du championnat, Kovačević fait son retour sous le maillot lensois.
Le 2 octobre 2010, face à Sochaux, Kovačević en vient aux mains avec son coéquipier, Yohan Demont, qui lui reproche de ne pas lui avoir passé le ballon durant une prestation affligeante de la part des Lensois (3-0) englués dans les bas-fonds du classement. Les deux joueurs seront sanctionnés financièrement.
Le 1er juillet 2011, après une nouvelle descente du club artésien, il annonce avoir résilié son contrat au RC Lens. Il lui restait une année de contrat.
Au total, il aura pris part à 152 rencontres sous la tunique lensoise, mais n'aura jamais inscrit le moindre but.

#### Un retour au bercail raté
Dans la soirée du 1er juillet, il signe un contrat de deux ans avec son ancien club, l'Étoile rouge de Belgrade qu'il avait quitté en 2006 pour rejoindre les Sang & Or. Très apprécié dans son pays, Nenad Kovačević hérite du brassard de capitaine pour la saison 2011-2012.
Malgré son statut de capitaine, Kovačević ne parvient pas à redevenir l'indispensable milieu défensif de l'Étoile rouge de Belgrade même s'il dispute tout de même 18 rencontres en six mois. 

#### Périple à l'Est
Dans la foulée, il s'engage pour le FK Bakou. Il y remporte un premier trophée avec la Coupe d'Azerbaïdjan. Il quitte le club azeri à l'hiver 2013 après 15 matchs joués. 
En mars 2013, il signe en faveur du club roumain de l'UT Arad, club de deuxième division roumaine. Il ne reste que six mois et ne dispute que cinq rencontres avant de quitter le club pour retourner en France.

#### De retour en France
Désireux de revenir en France, le milieu défensif s'engage en faveur du Nîmes Olympique. Le 19 octobre 2013, il revient pour la première fois au Stade Bollaert mais du côté visiteur. Après une belle ovation de son ancien public qui ne l'a pas oublié, Kovačević redevient le joueur qu'il n'était plus durant ses dernières années lensoises, agressif et sur tous les ballons. Malgré une bonne prestation de sa part, son équipe doit s'incliner sur le plus petit des écarts (1-0).

### Équipe nationale
Nenad Kovačević connaît sa première sélection en équipe de Serbie-et-Monténégro le 27 mars 2003, contre la Bulgarie (défaite 2-1). À la suite de sa très moyenne saison 2003-2004, Kovačević est oublié durant toute une année. Le 7 septembre 2005, il revient contre l'Espagne.

## Palmarès
Étoile rouge de Belgrade
- Champion de Serbie-et-Monténégro en 2004 et 2006.
- Vainqueur de la Coupe de Serbie-et-Monténégro en 2004 et 2006.

 RC Lens
- Champion de Ligue 2 en 2009.

 FK Bakou
- Vainqueur de la Coupe d'Azerbaïdjan en 2012.

## Statistiques
| Saison      | Club                  | Pays | Championnat       | Coupes      | Europe           |
| ----------- | --------------------- | ---- | ----------------- | ----------- | ---------------- |
| 2002 - 2003 | Étoile rouge          |      | 28 (0)            | -           | 6 (0) (C3)       |
| 2003 - 2004 | Étoile rouge          |      | 7 (0)             | -           | 3 (0) (C3)       |
| 2004 - 2005 | Étoile rouge          |      | 22 (0)            | -           | 2 (0) (C3)       |
| 2005 - 2006 | Étoile rouge          |      | 25 (1)            | -           | 8 (0) (C3)       |
| 2006 - 2007 | Étoile rouge RC Lens  |      | 3 (0) 31 (0)      | - 4 (0)     | 4 (0) (C1 - (C3) |
| 2007 - 2008 | RC Lens               |      | 34 (0)            | 6 (0)       | 6 (0) (C3)       |
| 2008 - 2009 | RC Lens               |      | 21 (0) (L2)       | 2 (0)       | -                |
| 2009 - 2010 | RC Lens               |      | 26 (0)            | 4 (0)       | -                |
| 2010 - 2011 | RC Lens               |      | 16 (0)            | 2 (0)       | -                |
| 2011 - 2012 | Étoile rouge FK Bakou |      | 12 (0) 9 (0)      | 2 (0) 3 (0) | 4 (0) (C3) -     |
| 2012 - 2013 | FK Bakou UT Arad      |      | 11 (0) 5 (0) (D2) | -           | 2 (0) (C3) -     |
| 2013 - 2014 | Nîmes                 |      | 35 (1) (L2)       | 2 (0)       | -                |
| 2014 - 2015 | Nîmes                 |      | 13 (0) (L2)       | -           | -                |